# Lepidochrysops braueri
Lepidochrysops braueri är en fjärilsart som beskrevs av Dickson 1966. Lepidochrysops braueri ingår i släktet Lepidochrysops och familjen juvelvingar. Inga underarter finns listade i Catalogue of Life.